# Hannah Suppa

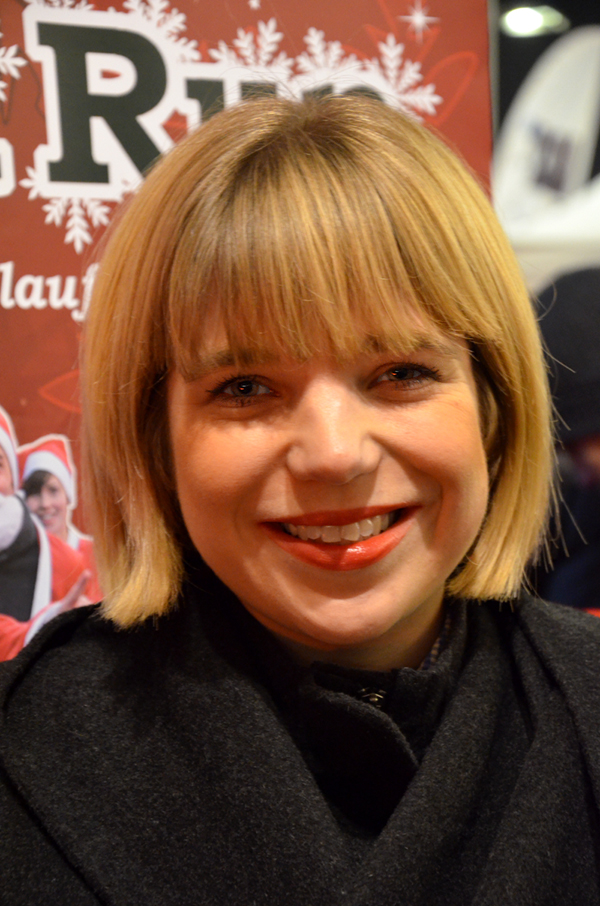
Hannah Suppa (2014)

Hannah Suppa (* 1983 in Hannover) ist eine deutsche Journalistin. Seit 2020 ist sie Chefredakteurin der Leipziger Volkszeitung.

## Leben und Wirken
Hannah Suppa studierte Deutsche Philologie, Politikwissenschaft und Zivilrecht an der Westfälischen Wilhelms-Universität in Münster und schloss das Studium mit einem Magister ab.
Später machte Suppa berufsbegleitend einen Executive Master in Digital Journalism an der Hamburg Media School (Abschluss 2016).
Nach ihrem Studium volontierte sie bei der Hannoverschen Allgemeinen Zeitung (HAZ). Sie fungierte dort unter anderem als Reporterin und Blattmacherin und übernahm ab 2012 den Digitalbereich der Zeitung. Zwei Jahre später wurde sie stellvertretende Chefredakteurin. Diese Funktion übte sie bis 2017 aus, bis sie als Chefredakteurin der Märkischen Allgemeinen Zeitung nach Potsdam berufen wurde. Viel beachtet wird ihre Grundhaltung zum Lokaljournalismus im Digitalen.
Zwischen 2019 und 2022 war sie Chefredakteurin für Digitale Transformation und Innovation im Regionalen bei der Madsack Mediengruppe- Im November 2020 wurde bekannt, dass Suppa den bisherigen Chefredakteur der Leipziger Volkszeitung Jan Emendörfer ablösen wird.

## Auszeichnungen
- 2018: „Chefredakteurin des Jahres (regional)“ des Medium Magazins[5]
- 2023: zweiter Platz bei „Chefredaktion regional“ des Medium Magazins[6]
- 2024: Journalistin des Jahres in der Kategorie „Chefredaktion regional“ des Medium Magazins[7]